# Them Bones
Them Bones è un singolo del gruppo musicale statunitense Alice in Chains, pubblicato l'8 settembre 1992 come secondo estratto dal secondo album in studio Dirt.

## Tracce
Testi e musiche di Jerry Cantrell, eccetto dove indicato.
CD (Europa)
1. Them Bones – 2:30
2. Bleed the Freak – 4:02
3. It Ain't Like That – 4:37 (Jerry Cantrell, Mike Starr, Layne Staley)

CD (Australia)
1. Them Bones – 2:31
2. Down in a Hole – 5:39

CD (Regno Unito), 12" (Regno Unito)
1. Them Bones – 2:32
2. We Die Young – 2:34
3. Got Me Wrong – 4:12
4. Am I Inside – 5:09

7" (Regno Unito)
- Lato A

1. Them Bones – 2:32

- Lato B

1. We Die Young – 2:34

## Formazione
- Layne Staley – voce
- Jerry Cantrell – chitarra, cori
- Mike Starr – basso
- Sean Kinney – batteria

## Classifiche
| Classifica (1992/93)          | Posizione massima |
| ----------------------------- | ----------------- |
| Australia                     | 93                |
| Irlanda                       | 22                |
| Regno Unito                   | 26                |
| Stati Uniti (alternative)     | 30                |
| Stati Uniti (mainstream rock) | 24                |